# Parthenodes mediocinctalis
Parthenodes mediocinctalis là một loài bướm đêm trong họ Crambidae.